# ロード・トリップ
『ロード・トリップ』（原題：Road Trip）は、2000年に公開されたアメリカ合衆国の映画。ロードムービー、コメディ映画。日本では劇場未公開となり、2001年にDVDが発売された。

## キャスト
| 役名             | 俳優                           | 日本語吹替 |
| ---------------- | ------------------------------ | ---------- |
| ジョッシュ       | ブレッキン・メイヤー           | 浪川大輔   |
| EL               | ショーン・ウィリアム・スコット | 佐藤淳     |
| ベス             | エイミー・スマート             | 大坂史子   |
| ルービン         | パウロ・コスタンゾ             | 川島得愛   |
| カイル           | DJクオールズ                   | 日野聡     |
| ティファニー     | レイチェル・ブランチャード     | 中村千絵   |
| ジェイコフ       | アンソニー・ラップ             | 小西克幸   |
| アール           | フレッド・ウォード             | 千田光男   |
| バリー           | トム・グリーン                 | 岡野浩介   |
| フロント         | アンディー・ディック           | 三木眞一郎 |
| ツアーママ       | ローダ・グリフィス             | 佐藤しのぶ |
| おばあちゃん     | エレン・アルバーティニ・ドー   | 大橋世津   |
| ティファニー2    | ジェシカ・コーフィール         | 朴璐美     |
| マーク           | コール・サダス                 | 山岸功     |
| アンダーソン教授 | ウェンデル・B・ハリスJr.       | 石井隆夫   |
| ヘザー/リサ      | ジャクリン・デサンティス       | 杉本ゆう   |
| ウェンディ       | アリヤ・キャンベル             | 小池亜希子 |
| カーラ           | パトリシア・ゴール             | 永迫舞     |
| ダフィ           | リッチー・ダイ                 | 緒方文興   |
| ブレンダ         | メアリー・リン・ライスカブ     | 片桐真衣   |
| ジェフ           | アベリー・ワデル               | 藤原堅一   |
| ローレンス       | オマー・J・ドーシー            | 江川央生   |
| クリス           | プレストン・ブラント           | 川中子雅人 |
| ロンダ           | ミア・アンバー・デービス       | 藤原美央子 |
| ブライアン       | チャーリー・マクウェイド       | 川田紳司   |